# 台灣省籃球聯賽
台灣省籃球聯賽，係由「台灣省體育會籃球協會」於台灣所舉辦的籃球聯賽，該聯賽從1950年首屆比賽到1991年的末代41屆比賽歷時41年，早期是台灣唯一的大型籃球比賽。台灣省體育會籃球協會成立於1949年7月21日，首任會長兼台灣鐵路管理局局長莫衡推動興建鄭州路「鐵路球場」後，於1950年1月1日創辦了「台灣省籃球聯賽」，首屆台灣省籃球聯賽亦在鐵路球場舉行。初期台灣省籃球聯賽分為男、女甲乙組舉行，隨著台灣各大籃球賽事增多，如：自由杯、中正杯等全國性大賽，一流的甲組球隊更多傾向報名台灣省籃球聯賽以外的第一級甲組賽事，致使台灣省籃球聯賽舉辦至第35屆外界即有呼籲仍須重視成為乙組為主的省籃聯賽，後期台灣省籃球聯賽就只分為社會男、女組和學校組，到了末代41屆則分為男、女兩組以縣市代表隊為名角逐比賽，此後便走入歷史。